# Tour Ariane
La tour Ariane est un gratte-ciel de bureaux situé dans le quartier d'affaires de La Défense, dans la commune de Puteaux en France.

## Construction
Elle est construite en 1975 sous le nom de tour Générale du fait que la Société générale en occupait l'essentiel de l'espace utile.
Elle mesure 152 m de haut ; elle est entièrement rénovée en 2008.
La tour devient la propriété du groupe Unibail-Rodamco lorsqu'il en fait l'acquisition en 1999. Fin 2018, le fonds souverain singapourien GIC se porte acquéreur.

## Liste des sociétés présentes
- in'li (Avril 2018)
- Aptus Health
- Groupe Crédit mutuel Arkéa
  - Fortuneo
  - Arkéa Banking Services
  - Arkéa Direct Bank
- British Telecom
- Cerner
- Cognizant
- Crédit lyonnais
- IMS health
- Marsh
- Mercer
- NetApp
- Numericable
- Regus
- Samsic
- Société Générale
- SAS
- Iberdrola

## Ascensions
La tour Ariane est gravie à quatre reprises par le grimpeur Alain Robert : le 08 octobre 2009, le 27 mars 2014, le 03 novembre 2015 et le 13 novembre 2019.

## Galerie

Vue depuis la tour Défense 2000.
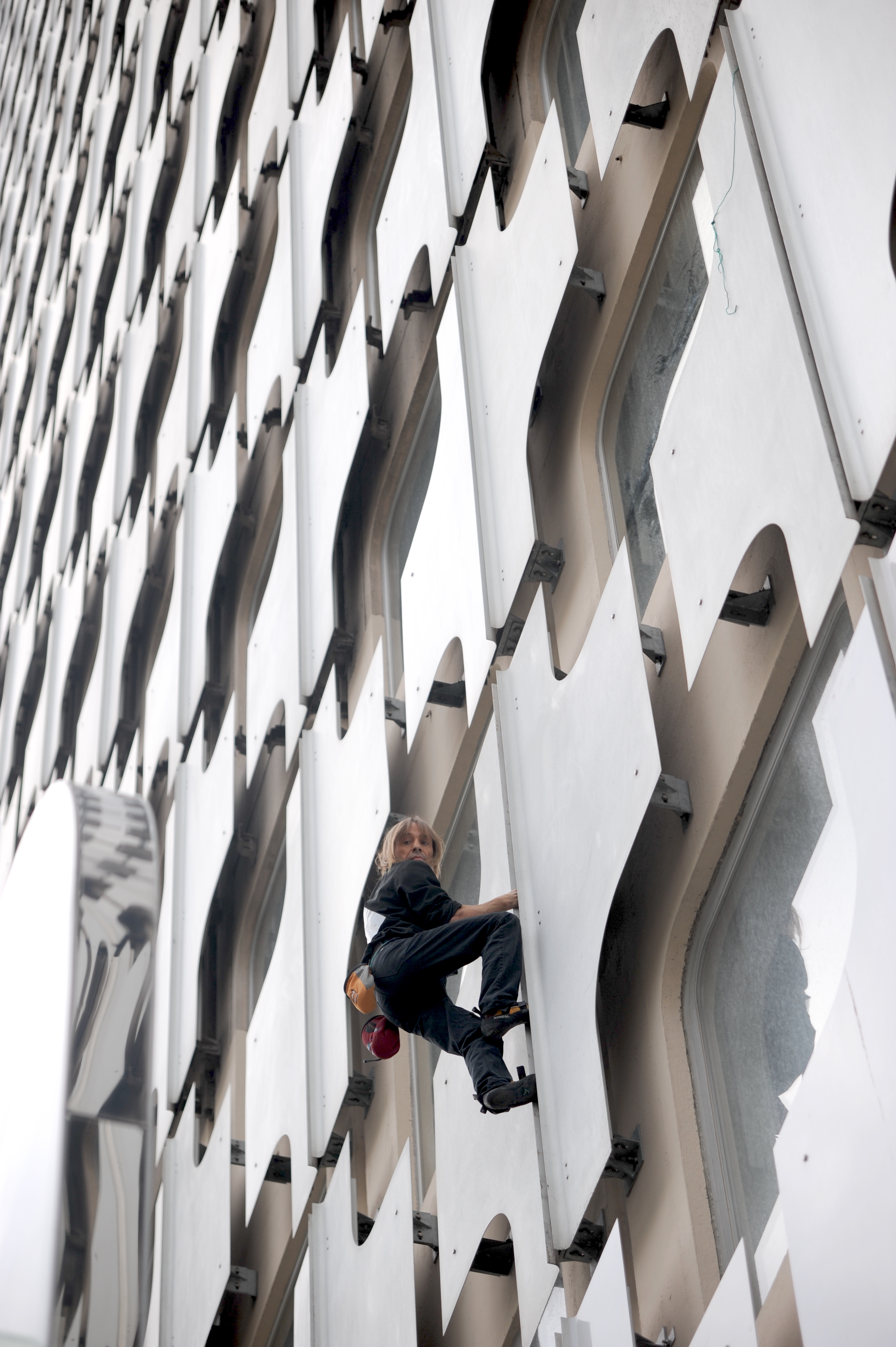
Alain Robert, lors de sa première ascension de la tour Ariane, à la Défense, le 8 octobre 2009.